# Красный Октябрь (микрорайон)
Красный Октябрь — микрорайон в составе Дзержинского района Перми.

## География
Микрорайон расположен в левобережной части города, ограничен с севера берегом Камы, с запада речкой Мулянка, с востока зоной отчуждения железной дороги, с юга улицей Трамвайная.

## История
В начале XX века (1905—1907 годы) графиня Балашова Е. А. купила здесь землю и построила лесопильный завод (1910 год), известный как Балашихинский завод. При лесозаводе быстро выросли Балашовский и Екатерининский поселки, на левом и правом берегах Мулянки соответственно. После революции завод был национализирован, название поменялось на «Пермолес», позднее лесопильный завод № 1 и, наконец, «Красный Октябрь». В 1918 году территория завода с окружающей местностью вошла в состав Перми. В 1921 году завод сгорел и был восстановлен только к 1928 году. Рядом с заводом вырос большой поселок с населением около 3 тысяч человек. В конце 1930-х годов он стал обозначаться на картах как Заводский. Он вобрал в себя Екатерининский поселок (в районе улицы 9 января), так и  близлежащую деревеньку Заболото (рядом с современной остановкой трамвая Маргариновый завод). В 1920-х годах здесь возник еще один небольшой поселок Пролетарка (на полдороги от современного железнодорожного тоннеля до остановки «Маргариновый завод»). Позже появляется новое название поселка Красный Октябрь.  
Согласно версии В.В.Семянникова основой этого поселка был поселок Скандаловка (заселенный строителями Камского железнодорожного моста) и туда же (в поселок Красный Октябрь) вошла деревенька Новая Деревня, год возникновения нового названия указан 1935. Однако этой версии противоречат картографические материалы самого различного происхождения. Во-первых, на карте города 1898 года Новая Деревня показана на левом берегу Мулянки, там где позже появился поселок Усть-Мулянка. Во-вторых, на карте 1926 года окрестностей Перми Скандаловка показана на левом берегу Мулянки рядом с Заостровкой. И, в третьих, на карте города 1948 года поселка Красный Октябрь еще не существует. Таким образом, история появления микрорайона еще требует соответствующих уточнений.
В настоящее время в микрорайоне нет жилых домов. Вся территория представляет собой промзону, занятую в основном складскими помещениями.

## Улицы
В микрорайоне можно выделить только Трамвайную улицу. Формально существуют еще улицы Вишерская, Озёрная, Алтайская, Заводская, Деревообделочная и 9 января, которые фактически превратились в производственные проезды.

## Инфраструктура
Пермский лесокомбинат «Красный Октябрь» в 1997 году был признан банкротом. На его площадях действует предприятие— ОАО "Пиломатериалы «Красный Октябрь». Производительность завода соответствует началу XX века. Численность персонала составляет около 200 человек. Среди размещенных на территории микрорайона предприятий можно выделить еще гипермаркет стройматериалов «Масштаб».

## Транспорт
Действует трамвайный маршрут № 3.